# 한동대학교
한동대학교(韓東大學校, Handong Global University)는 경상북도 포항시 북구 흥해읍에 위치한 개신교계 사립 대학교이다.

## 연혁
- 1992년 8월 14일 : 대학설립계획 인가(10개 학과 400명)
- 1992년 9월 21일 : 학교법인 현동학원 설립 허가
- 1994년 12월 2일 : 한동대학교 설립 인가(교육부, 10개학과 400명)
- 1995년 2월 1일 : 초대총장 김영길 박사 취임
- 1995년 3월 7일 : 교육기본시설 준공, 한동대학교 개교 및 한동대학교 제1회 입학식(입학정원 400명)
- 1996년 10월 21일 : 교육부 실시 ‘교육개혁추진 우수대학’선정(대학의 특성화 분야)
- 1997년 10월  9일 : 포항 선린병원의 한동대 기증
- 1997년 11월 11일 : 교육부 실시 ‘교육개혁추진 우수대학’ 선정(교육, 연구의 수월성 제고분야)
- 1998년 10월  7일 : 교육부 실시 ‘교육개혁추진 우수대학’ 선정(학생 선택권이 보장되는 교육과정 개편 분야)
- 1999년 2월 23일 : 효암관 준공 및 피지 순교 기념비 제막
- 1999년 2월 24일 : 제1회 졸업식(졸업인원 학사 76명)
- 1999년 11월 2일 : 대학원(일반대학원 45명, 특수대학원 40명) 및 교육대학원(80명) 신설 인가
- 2000년 3월 6일 : 제2공학관(뉴턴홀) 준공
- 2000년 3월 14일 : 제1회 대학원 입학식
- 2001년 3월 5일 : 영문 교명 변경(Handong University → Handong Global University)
- 2001년 12월 14일 : 교육부 실시 ‘교육개혁추진 우수대학’ 선정(대학별 자체 교육개혁 실천분야)
- 2002년 2월 7일 : 한동국제법률대학원(Handong International Law School, HILS) 개원
- 2002년 3월 30일 : 오석학술정보관 준공 및 개관
- 2002년 12월 23일 : 교육부 실시 ‘지방대 육성사업 우수대학’ 선정 (교육과정 특성화 분야)
- 2003년 7월 22일 : 교육부 실시 ‘지방대 육성사업 우수대학’ 선정 (맞춤형 실무인재 양성 분야)
- 2003년 12월 15일 : 국제언어교육센터(GLEC) 개관
- 2004년 6월 25일 : 맞춤형교육센터 준공
- 2004년 12월 18일 : 제1회 한동국제법률대학원 졸업식(20명)
- 2005년 11월 24일 : 미션하우스 준공
- 2006년 5월 18일 : 교육부 실시 ‘2006 지방대학혁신역량강화사업(NURI사업)’ 선정
- 2006년 11월 15일 : 과학기술부 실시 ‘2006 이공계융합교육연구센터 지원사업’ 선정
- 2007년 2월 27일 : 생활관 8호관(은혜관) 준공
- 2007년 4월 5일 : UNESCO(유네스코) UNITWIN 프로그램 주관대학 선정 [프랑스, 파리]
- 2007년 5월 11일 : UNDP/과학기술부 실시 ‘한‐UNDP 국가사업’ 선정
- 2007년 6월 7일 : 산업자원부 실시 2007 공학교육혁신센터 지원사업 선정
- 2007년 8월 27일 : UNU-한동대학교‘UNU-IGE 설립 MOU’ 체결 [일본, 도쿄]
- 2008년 7월 9일 : 히딩크 드림필드 2호 준공
- 2008년 9월 10일 : OECD(경제협력개발기구)-한동대학교 ‘인턴파견 협정’ 체결 [프랑스, 파리]
- 2009년 5월 7일 : 글로벌 녹색성장 연구원(Global Green Research Institute) 개원
- 2009년 5월 27일 : 한동대학교 중장기 발전계획 Vision2020 선포식
- 2010년 2월 23일 : 올네이션스홀 준공
- 2010년 6월 9일 : 교육과학기술부 실시 '2010 학부교육선진화 선도대학 지원사업‘ 선정
- 2010년 9월 27일 : International Faculty House(외국인 교수 숙소) #9동 준공
- 2011년 1월 20일 : UNAI(유엔 아카데믹 임팩트) Global HUB(고등교육역량개발 분야 글로벌 허브) 기관 선정
- 2012년 4월 5일 : 교육과학기술부/한국산업기술진흥원 실시 ‘공학교육혁신센터 지원사업(2단계)’ 선정
- 2012년 4월 30일 : 학생생활관 9호관(벧엘관) 준공
- 2012년 5월 10일 : 교육과학기술부/대교협 실시 ‘2012년도 입학사정관제 지원사업’ 선도대학 4년 연속 선정 (2009~2012)
- 2012년 5월 31일 : 지식경제부 실시 ‘2012 RFD/USN 확산 공모사업: 한동대–KT, NFC 스마트 캠퍼스 구축’ 선정
- 2012년 9월 6일 : 한동대 국제개발협력대학원 개원
- 2012년 10월 10일 : 나눔평봉필드(인조잔디구장) 준공 및 개장
- 2012년 11월 2일 : NFC와 GPS를 결합한 스마트 캠퍼스 서비스 오픈
- 2013년 2월 15일 : 교육부 실시 2012 대학교육역량강화사업 우수사례 중 ‘학부교육 선진화 선도모델분야 최우수기관’ 선정
- 2013년 6월 12일 : 교육부/대교협 실시 ‘2013 대학의 입학사정관 역량강화 지원 사업’ 협력중심대학 선정
- 2013년 7월 9일 : 교육부 실시 ‘2013 우수인력양성대학 교육역량강화사업’ 6년 연속 선정 (2008~2013)
- 2013년 8월 6일 : International Faculty House(외국인 교수 숙소) #1동 준공
- 2014년 2월 1일 : 제5대 총장 장순흥 박사 취임
- 2014년 5월 25일 : 산업통상부 실시 '2014 산업핵심 기술개발 사업(고출력레이저 상용화 기반구축)' 선정
- 2014년 6월 30일 : 교육부/한국연구재단 실시 '2014 대학특성화사업' 선정(2014~2018)
- 2014년 8월 31일 : 2014 유엔 아카데믹 임팩트·한동대학교 사모아 포럼 개최 [피지, UN국제회의]
- 2014년 12월 16일 : 한동대 도서관, UN 기탁도서관(닥 함마르횔드 도서관, Dag Hammarskjöld Library) 지정
- 2015년 3월 25일 : 2015 포스코청암상(청암교육상) 한동대학교 수상
- 2015년 5월 21일 : 교육부 실시, 2015 산학협력선도대학(LINC) 육성사업 선정
- 2015년 7월 1일 : 교육부 실시, 2015~2018 학부교육선도대학(ACE)육성사업 선정
- 2015년 8월 31일 : 교육부 실시, 2015 대학 구조개혁 평가 '최상위 등급(A등급)' 획득
- 2015년 12월 2일 : 교육부/여성가족부 실시, '2015 대한민국 인성교육대상' 수상
- 2015년 12월 15일 : 교육부/한국과학창의재단 실시, '2015 제4회 대한민국 교육기부대상' 수상
- 2016년 1월 28일 : 고용노동부 실시, 2016 대학창조일자리센터 사업 운영대학 선정
- 2016년 5월 3일 : 교육부 실시, ‘2016 산업연계교육 활성화 선도대학(PRIME)사업’ 선정
- 2016년 5월 30일 : 제66차 UN(유엔) DPI-NGO 컨퍼런스 공동주관 [한국, 경주]
- 2016년 9월 21일 : 교육부/한국연구재단 실시, ‘여성공학인재양성(WE-UP) 사업’ 선정
- 2017년 2월 27일 : 행복기숙사(하용조관) 및 복지동 준공 및 헌명식
- 2017년 3월 28일 : 미래창조과학부 실시, ‘2017 소프트웨어 중심대학 지원 사업’ 선정
- 2017년 4월 10일 : 한동대학교 보아스메디컬 의원 개원
- 2017년 6월 9일 : 교육부 실시, ‘사회맞춤형 산학협력 선도대학(LINC+) 사업’ 선정
- 2017년 11월 15일 : 포항 지진 발생(2주간 온라인 수업 진행, 긴급복구 후 19일 만에 수업 재개)
- 2017년 12월 29일 : 교육부/한국연구재단 실시 2017 교육국제화역량 인증 대학 2회 연속 선정(2014,2017)
- 2018년 3월 7일 : 총동문회 지진피해 복구 후원 기념 느헤미야홀 기부벽(Donor Wall) 제막
- 2018년 4월 23일 : 교육부/한국과학창의재단 실시 ‘2018 경상권 교육기부 지역센터(~2020)’ 운영기관 6년 연속 선정 (2014~2018)
- 2018년 6월 12일 : 산학협력관 준공
- 2018년 11월 22일 : 교육부/한국과학창의재단 실시 ‘2018 제7회 대한민국 교육기부대상’수상(2015, 2018 2회 수상)
- 2018년 12월 17일 : 전국대학교 학생생활상담센터협의회 2018 우수상담기관상 수상(프로그램 부문)
- 2019년 2월 28일 : 2019 통일교육 선도대학사업 선정
- 2019년 4월 4일 : 산업통상자원부/한국산업기술진흥원 실시, 레이저 광융합 전문인력양성사업 선정
- 2019년 5월 8일 : 코너스톤홀 준공
- 2019년 5월 27일 : UNAI 반기문 글로벌 교육원(IGE) 개원
- 2018년 6월 17일 : 교육부 실시, ‘2019 고교교육 기여대학 지원사업’ 6년 연속 선정 (2014~2019)
- 2019년 8월 26일 : 한동대-KOTRA 美 실리콘밸리무역관과  MOU 체결
- 2019년 10월 14일 : 교육부/국가평생교육진흥원 주관, ‘한국형 온라인 공개강좌(K-MOOC) 지원사업’ 3년 연속 선정 (2017-2019)
- 2019년 11월 27일 : 한동대–한인세계선교사회 협약체결(2020 한인세계선교사대회 공동 개최)

## 캠퍼스
- 효암채플
  - 한동대학교로je detest 초두 들어오는 모든 이들을 가장 먼저 반기는 건물이다. 효함 성룬량 선생님의 자녀들이 유산을 기부하여 만들어진 이곳은 한동의 하루가 시작되고 또 마무리되는 곳이다. 하루를 시작하며 새벽에 드려지는 ‘첫 시간’과 하루의 일과가 끝난 후에 드려지는 ‘끝 시간’ 예배가 드려지기 때문이다. 모든 학생들이 참여하는 수요일 채플과 입학식, 졸업식, 학부합창대회 등 한동대의 중요하고 다양한 행사들도 이곳에서 열린다. 채플별관 1층과 효암 채플 2층에는 학생들의 영성 교육을 담당하는 교목실이 위치해 있다.

- 현동홀
  - 1995년도 한동의 탄생과 함께 처음 세워진 4동의 건물 중 하나이다. 건물 정면 4층 높이 중앙에는 한동대학교의 영문 교명인 Handong Global University 가 아닌 대학의 기독교적 정체성을 나타내는 ‘Handong-God’s University’가 새겨져 있다.

- 느헤미야홀
  - 구약 성서에서 무너진 성을 재건한 느헤미야와 같은 세상의 무너진 곳을 바로 세울 인재를 양성하는 곳이라는 의미로 이름 붙여진 건물이다. 느헤미야홀에는 경영경제학부, 콘텐츠융합디자인학부, 생명과학부, 언론정보문화학부의 사무실이 있고, 관련 학부수업이 이루어지고 있다.

- 뉴턴홀
  - 위대한 과학자이자 신학자인‘뉴턴 같은 공학자를 양성하자’ 는 의미로 이름 붙여진 공대 건물이다. 기계제어공학부, 전산전자공학부의 사무실이 있고, 관련 학부수업과 실습이 이루어지는 공간이다.

- 코너스톤홀
  - 공간환경시스템공학부 전공 특성상 건축관련 수업이 원활히 이뤄지도록 학부 전용건물을 세우기 위한 모금 운동을 통해 세워진 건물이다. ‘눈칫밥 먹지 말고 공부하라’는 익명의 후원자들 및 교수의 손길로 넓고 쾌적한 환경의 건물이 탄생하고 관련 학부수업이 이루어지고 있다.

- 오석관
  - 시험기간에 평소보다 더 많은 학생이 모인다고 하는 오석관은 다윗이 골리앗을 물리치기 위해 담대함과 5개의 물맷돌(五石)을 준비한 것처럼 세상을 변화시키기 위해 학업에 힘쓰며 준비하는 곳이라는 의미를 담고 있다. 도서관과 자료실 외에도  학생들을 위한 휴게 공간이 있고, 공부와 토론이 가능한 공간이 마련되어 있다.

- 생활관
  - 학생들은 한동의 또 다른 교실인 생활관에서 단순히 잠만 자는 것이 아니라 4인 1실 혹은 2인 1실로 구성된 방에서 팀원들과의 공동 생활을 통해 한동의 공동체 의식과 배려심을 배우게 된다. 각 생활관에는 RC(Residential Colledge)가 구성되어 학생들이 생활하는 생활관을 전인교육의 장으로 활용해 인성, 영성, 지성 통합 교육의 실질적인 공간으로 활용하고 있다. 학습과 생활이 어우러짐으로 삶과 배움의 일치를 추구하는 공동체를 형성하고 기독교적인 가치관과 세계관으로 행동할 줄 아는 인재는 양성을 목표로 하고 있다.

- 반기문 IGE 센터 & 김영길그레이스스쿨
  - 한동대학교와 UNAI(UN Academic Impact, 유엔 아카데믹 임팩트) 한국협의회는 반기문 IGE 센터를 통해 국내 68개 포함 전 세계 1,200여개 UNAI 회원 대학•관련 기관들과 공동연구과제를 진행, UNAI 10개 원칙을 성취하기 위한 혁신적이고 실질적인 해법을 UNAI 회원 대학들 및 국제기구들과 더불어 연구하고 있다. IGE는 유엔의 지속 가능발전목표(UN Sustainable Development Goals, 이하 UN SDGs)를 달성하기 위해 다 양한 국제 이슈, 전문성, 리더십/인성교육을 포함한 ‘글로벌 융합교육’ 프로그램을 실행하고 있다.

- 올네이션스홀
  - 올네이션스홀에는 한동국제법률대학원(HILS)과 법학부 사무실이 있으며 관련 수업이 이루어지고 있다. 300여석 규모의 오디토리움은 외부 유명인사 초청 강연회를 비롯한 다양한 강의 및 행사가 가능한 열린 강의실이다. 4층에는 한동대학교의 국제화를 주도해나가는 국제협력실과 국제개발협력대학원, UN Academic impact 한국협의회 사무실이 있다.

- 학생회관
  - 학생회관은 학생들의 열정으로 가득한 공간이다. 동아리 활동이 이루어지는 동아리실과 지하 밴드 연습실, 그리고 각종 공연이나 연극이 열리는 극장(104호)이 위치해 있다. 13개의 학부가 모여 학부 활동을 계획하는 학부협력회실 등 학생들의 여러 활동이 이루어지는 공간들이 있다. 학부 간 연합을 도모하는 학부체육대회 및 학부합창 대회는 학생들의 자발적인 참여로 해마다 활기차게 이어지고 있다. 무엇보다 학생회관에는 다양한 메뉴의 식사와 먹거리를 즐길 수 있는 학생식당이 1층에 위치해 있어 학생들의 발길이 끊이지 않는 곳이기도 하다.

- GLC(Global Language Center)
  - 국제화를 지향하는 한동의 영어 및 외국어 교육을 담당하고 있는 곳이다. 이곳에서는 실무 영어 능력을 갖춘 인재를 양성하기 위해 토론 및 회화 중심의 수준별 영어 수업이 이루어지고 있다. 입학 전 학생들은 영어 시험을 치른 후, 수준별 4단계로 나누어 진행되는 영어 수업 중 자신의 수준에 맞는 단계의 수업을 듣게 된다.

- 피지광장
  - 효암채플 옆 작은 광장. 이 곳은 피지에서 순교한 한동의 첫 밀알, 바로 95학번 故 권영민, 故 강경식 군을 기억하기 위한 장소이다. 한동의 첫 밀알이 된 두 학생은 1997년 여름, 남태평양 서부의 작은 섬 피지로 단기 선교를 떠난 팀의 일원이었고, 이 팀은 현지 원주민에게 컴퓨터와 영어 교육, 집과 교회 수리, 그리고 식수 시설을 개선하는 등의 봉사활동을 했다. 두 학생은 원주민들의 식수시설 개선을 위한 우물 만들기에 동참한 후 몸에 묻은 모래를 씻어내기 위해 바다로 들어갔다가 파도에 휩쓸려 순교하였다. 그들을 기리기 위해 만들어진 피지광장. 아직도 그곳에서는 선교를 향한 기도소리가 끊이지 않고 있다.

- 비전광장
  - 비전 광장은 한동인들의 꿈이 담긴 상징적인 곳이다. 한동의 학생들은 자발적으로 언제 어디서나 기도할 수 있으며, 학교는 캠퍼스 내 곳곳에 기도실을 두어 공간을 제공한다. 특히 비전광장은 하루의 중심인 1시부터 매일 30분동안 중심 기도회를 통해 우리 모두의 꿈인 열방을 향한 마음이 기도의 향이 되어 올려지는 곳이기도 하다.

- 나눔평봉 필드
  - 2012년 개장된 ‘나눔평봉필드’는 ‘평봉’ 선생님과 학부모님들의 오병이어 기부금으로 만들어졌다. 축구, 농구, 배구, 족구 등 다양한 운동을 즐길 수 있는 다목적 구장으로 미식축구 골대 1세트와 육상트랙 3레인도 포함하고 있다. 이곳은 한동대 학생들이 보다 안전한 환경에서 다양한 스포츠를 즐길 수 있는 꿈의 구장이다.

- 히딩크 드림필드
  - 2008년 7월 준공된 히딩크 드림필드(Hiddink Dream Field)는 시각 장애 어린이들이 안전하게 축구를 즐길 수 있도록 만들어진 ‘시각 장애인 전용 축구장’이다. 2002년 월드컵의 꿈을 이뤄낸 주역 거스 히딩크 감독은 자신의 한국을 향한 사랑이 담긴 히딩크 드림필드 2호의 준공식을 위해 한동대학교에 방문하였다.

## 학사과정상 특징
- 무전공/무학과 입학
  - 입학 당시 계열에 상관없이 학부 및 전공을 선택하지 않고 입학하도록 하고 있다.
  - 2학년에 진학하면서(1학기 말 신청) 계열과 성적, 인원 수에 상관없이 자신이 원하는 전공을 자유롭게 선택하는 제도를 가지고 있다.
  - 전공을 선택한 뒤에도 학기 수에 상관없이 자신의 전공을 바꿀 수 있다.

- 복수전공제
  - 한동대 학부는 생명과학부를 제외하고 유사성 있는 두 전공이 하나의 군으로 묶여 있다.
  - 신입생들은 2학기 말에 전공을 2가지 이상 선택하여 2학년부터 의무적으로 복수전공을 한다.
  - 선택한 복수전공 중 1전공의 학부가 학생의 소속 학부가 된다.
  - 2전공은 같은 학부의 전공을 선택해도 되며, 다른 학부의 전공을 선택할 수 있는데 이를 복수전공제의 연계전공이라 한다.

- 실용영어
  - '커뮤니케이션 교육의 차별화, 실무화' 취지 하에 외국인 학생 및 교수들이 빈번하게 접촉하는 방식으로 이루어진다.(외국인교수 비율 전교수의 30% 이상)
  - 재학생들은 1, 2학년 동안 12학점의 영어회화 및 영어토론을 필수적으로 이수하여야 한다.
  - 3,4학년에는 전공강의의 30% 이상을 영어로 강의하고 있다.
  - 졸업요건(2009년 졸업자 이후)으로 TOEFL(IBT) 74점(국제어문학부 영어학전공 94점,국제어문학부 국제지역학전공 86점 상담사회복지학부 86점), TEPS 602점(국제어문학부 영어학전공 773점,국제어문학부 국제지역학전공 712점 상담사회복지학부 712점) 또는 TOEIC 700점(국제어문학부 영어학전공 850점,국제어문학부 국제지역학전공 800점 상담사회복지학부 700점)이상을 취득해야 한다.

- 실무중심 전산교육

1. 모든 학생은 실무전산(8학점) 또는 컴퓨터공학부전공(21학점)을 이수하여야 한다
2. 단, 컴퓨터공학 전공, 컴퓨터공학 심화 전공, 전자공학 전공, 전자공학 심화 전공, IT 전공자는 실무전산필수과목과 C프로그래밍을 반드시 이수하여야 한다.

- 팀제도
  - 교수 한명당 35여 명의 학생이 팀을 이루며, 학생들은 1년을 함께 기숙사 내 이웃한 호실 내에서 생활한다.
  - 팀 내에서는 근로의무 수행, 팀모임 등을 통해 교수와 학생들 사이에 유대감을 형성하며, 리더십 훈련을 수행한다.
  - 팀제도는 공동체리더십이라는 정규 교과의 일환으로 운영되며 0.5학점이 부여된다.

- 무감독양심시험(Honor Code)
  - 개교 이후 무감독 시험제를 고수하고 있다.

- 개신교 신앙교육
  - 정규과목에 성경연구를 적용할 수 있는 강좌들이 개설되어 있다. 이 과목중 일부는 졸업요건에 포함된다.

## 논란

### 사이비과학수업 의혹
- 일부 수업에서 창조과학, 지적설계와 같은 사이비과학을 "창조와 진화"라는 제목하에 가르치고 있어[1][2], 학생들의 과학교육의 문제가 지적되며, 학교 내에서도 이런 문제점들을 지적하는 목소리가 나오고 있다.[3] 이는 진화와 같은 관찰 가능한 사실을 부정하는 것은 물론, 과학적 근거가 없는 주장에 해당하는 창조과학을 과학 사이에 끼워넣는 문제점들을 낳고 있다.
- 또한 다른 과학에 관한 연구소들의 이름과 "창조과학 연구소"라는 이름의 사이비과학 단체를 당당히 연구소중 하나라고 이야기하는 등, 한동대학교의 연구 전체에 대한 신뢰성을 떨어뜨리는 행보를 보이는 등의 문제점이 있다.[4]

## 같이 보기
- 개신교
- 온누리 교회
- 사이비과학
  - 쓰레기과학
  - 창조과학